# خلافت سوکوتو
'''خلافت سوکوتو''' یک خلافت اسلامی مستقل در [[آفریقای غربی]] بود که در سال ۱۸۰۴ میلادی بنیان‌گذاری شد و در سال ۱۹۰۳ میلادی در پی جنگ با [[بریتانیا]] از میان رفت. قلمرو آن امروزه بخشی از کشورهای [[بنین]]، [[بورکینافاسو]]، [[کامرون]]، [[جمهوری آفریقای مرکزی]]، [[چاد]]، [[غنا]]، [[نیجر]] و [[نیجریه]] است.